# ACE (videogioco 1985)
ACE, sigla di Air Combat Emulator che a volte è mostrato come sottotitolo, è un videogioco simulatore di volo militare di ambientazione moderna pubblicato nel 1985-1986 per i computer Amstrad CPC, Amstrad PCW, Commodore 16, Commodore Plus/4 (edizione distinta da quella per C16), Commodore 64, Commodore VIC-20, MS-DOS e ZX Spectrum dalla società britannica Cascade Games. In America venne pubblicato per C64 e DOS dalla Spinnaker Software o dal suo marchio UXB. Il titolo è un gioco di parole: oltre a essere presentato come sigla, ace significa "asso" nel senso di asso dell'aviazione.
Le caratteristiche di simulazione sono limitate e di bassa complessità, e il gioco può anche essere considerato uno sparatutto pseudo-tridimensionale con elementi simulativi.
Fu seguito da ACE 2 e da ACE 2088, solo per una parte delle suddette piattaforme.

## Modalità di gioco
Si pilota un aereo da caccia fittizio di epoca contemporanea, con visuale in prima persona frontale dall'abitacolo. L'aereo deve affrontare da solo numerose forze nemiche in un unico scenario anonimo. La schermata di gioco è divisa circa a metà, con la visuale esterna in alto e il quadro degli strumenti di bordo in basso.
Come è subito evidente dal quadro comandi, le versioni per Commodore 16 e VIC-20 (le prime realizzate) sono tra loro simili e meno evolute rispetto a tutte le altre. Di seguito si descrivono prima le versioni più avanzate.
L'aereo del giocatore deve respingere un'invasione nemica proveniente dalla costa meridionale del Paese. Prima dovrà sconfiggere forze di aria e di terra sbarcate, infine attaccherà la flotta avversaria. Le unità nemiche comprendono caccia, carri armati, lanciamissili terra-aria, elicotteri e navi.
Prima di cominciare si possono selezionare condizioni di estate, inverno o notte, e diversi livelli di difficoltà. Si seleziona il tipo di armamento missilistico dell'aereo: multiruolo, superiorità aerea, per attacco a terra e per attacco navale. In ogni caso si dispone sempre anche di mitraglia frontale e di flare.
Un'altra opzione, caratteristica piuttosto insolita, è quella per il multigiocatore cooperativo: il primo giocatore pilota l'aereo e il secondo gestisce gli armamenti, tramite secondo joystick o tastiera, disponendo in questo caso di un mirino orientabile (mentre in giocatore singolo il mirino è fisso al centro).
La partita inizia con il decollo, che è una manovra piuttosto semplice, e richiede poi un comando manuale per ritirare il carrello.
Oltre a controllare la barra di comando, tramite tastiera si può variare la spinta del motore, cambiare arma, e mostrare la mappa di tutto lo scenario con le posizioni dei gruppi di avversari e dei punti di rifornimento. In condizioni critiche c'è la possibilità di eiettarsi per poi ripartire con un nuovo aereo; in questo modo si hanno tre vite, altrimenti se l'aereo si distrugge senza eiettarsi la partita finisce subito.
Sullo scenario sono presenti tre basi alleate dove si può atterrare per riparare i danni e rifornire il carburante e le munizioni. Per il carburante c'è anche la possibilità di fare rifornimento in volo agganciandosi a un apposito aereo alleato.
Il panorama è piuttosto scarno, ad esempio con rari alberi visibili a bassa quota.
Il quadro di comando, oltre ai comuni indicatori come punteggio, bussola e altimetro, contiene un piccolo schermo che mostra la visuale della telecamera posteriore, un indicatore di beccheggio e rollio, e un radar a raggio limitato, in grado di mostrare anche se il mezzo nemico si trova a quota più alta o più bassa.
Un pannello mostra eventuali avvisi di testo in inglese; le versioni Commodore 64 e Commodore Plus/4 sono dotate anche di avvisi con sintesi vocale.

### Commodore 16 e VIC-20
In queste versioni, più semplici rispetto a quanto sopra descritto, si parte già in quota e non esiste il decollo. Le condizioni possibili sono giorno, crepuscolo e notte. I nemici possibili sono soltanto aerei che arrivano a ondate di tre al massimo. Le armi sono razzi normali, alternati ogni tanto con un missile a ricerca termica; le munizioni si ricaricano automaticamente. Il carburante si ricarica automaticamente ogni volta che si accumula un certo punteggio. Il quadro comandi è semplificato e non ha per nulla telecamera posteriore, pannello avvisi e bussola. Altre funzioni assenti sono multigiocatore, cambio arma, eiezione, mappa e basi alleate.

## Sviluppo
ACE fu realizzato internamente dalla Cascade Games e fu il suo primo titolo di una certa qualità e complessità. Fino ad allora la Cascade aveva fatto soldi con la raccolta di shovelware Cassette 50, i cui proventi permisero di finanziare questo nuovo progetto di fascia alta. 
Uno dei due fondatori della Cascade, Guy Wilhelmy, aveva la licenza di pilota e riteneva i simulatori di volo dell'epoca tecnicamente corretti, ma lenti e noiosi. Anche l'altro fondatore, Nigel Stevens, aveva un interesse nel volo, dato che suo padre era stato nella RAF. Si decise quindi di realizzare un simulatore con più aspetti militari possibile e dotato di movimenti rapidi dell'orizzonte.
Il gioco fu sviluppato dal programmatore interno Ian Martin con l'assistenza di Damon Redmond, altro programmatore interno specializzatosi anche come artista grafico. Ironicamente, Martin realizzò un'ottima simulazione senza essere mai salito su un aereo prima.
Secondo quanto riferisce lo stesso Martin, ACE nacque come semplice gioco di combattimento aereo per Commodore 16, con una versione anche per il più vecchio Commodore VIC-20. La direzione della Cascade decise di produrre un titolo più avanzato per il più potente Commodore 64. A Martin fu lasciata molta libertà creativa, ma uno dei dirigenti lo incaricò di aggiungere sempre più elementi (tra cui la fase di rifornimento, che richiese molto tempo, le navi, la sintesi vocale a 1 bit) e la sua gestione si rivelò azzeccata.
La grafica era rozza; Martin avrebbe voluto utilizzare bitmap e sprite, ma dovette accontentarsi della grafica a caratteri per ottenere alta velocità. Pur non essendo un grafico, realizzò  velivoli e alberi, mentre un artista lo aiutò con il quadro comandi. 
L'idea dietro allo sviluppo non fu mai di realizzare un simulatore di volo serio, si puntò solo a ottenere un gioco divertente. Il lavoro fu completato a settembre 1985.
Per il lancio di ACE si organizzò un'importante campagna pubblicitaria: vennero girati video promozionali a Londra, ci fu un grosso evento di presentazione al Royal Garden Hotel, e fu assunto il presentatore televisivo Raymond Baxter.
La versione Commodore 64 fu poi convertita al Commodore Plus/4 nel 1986 (nonostante esistesse già il gioco per Commodore 16, con il quale il Plus/4 è generalmente compatibile). Sempre secondo Martin, si scelse di produrla a causa di una pubblicità multiformato errata che indicava l'esistenza di un'edizione Plus/4; per evitare problemi con l'ente britannico che governa la pubblicità, Advertising Standards Authority, la conversione fu realizzata veramente. Piuttosto fedele a quella per Commodore 64, è il primo software conosciuto per Plus/4 a contenere sintesi vocale.
Le ulteriori conversioni uscirono dopo quelle per Commodore, iniziando con quella per ZX Spectrum non prima di agosto 1986.

## Accoglienza
ACE fu un sorprendente successo, in particolare la versione Commodore 64 divenne di gran lunga il maggior successo tra i giochi singoli della Cascade Games.
All'epoca la stampa di settore trattò spesso e valutò piuttosto bene le versioni per Commodore 16, Commodore 64 e Commodore Plus/4. Si faceva notare l'ottima velocità dell'animazione.
Erano a volte apprezzate la facilità di controllo e l'immediatezza del gioco, ma ciò non toglie che è impegnativo diventare bravi. La versione Plus/4 ricevette anche un titolo di Screen Star dalla rivista Commodore User. Questa versione era notevole anche perché era uno dei pochi software a sfruttare tutta la memoria del Plus/4, mentre di solito ci si doveva accontentare dei programmi scritti per il meno capiente C16.
Le recensioni della versione ZX Spectrum sulla stampa britannica furono decisamente positive, con vari giudizi intorno a 8/10 e un titolo di Monster Hit dalla rivista ZX Computing.
In retrospettiva, ACE è ricordato soprattutto come un rispettabile gioco per Commodore 64. Tuttavia, secondo Retro Gamer la versione per Commodore Plus/4  è uno dei migliori titoli in assoluto per quel sistema; le mancano alcuni dettagli della precedente versione per Commodore 64, ma questo non lo sminuisce affatto.